# ۱۹ شعبان
۱۹ شعبان، نوزدهمین روز از ماه شعبان در تقویم هجری قمری است.
در تقویم هجری قمری قراردادی این روز دویست و بیست و ششمین روز سال است.

## وقایع
- ۶ - غزوه بنی مصطلق

## درگذشتگان
- ۱۴۲۱ - حسین بیکار،  نقاش و طراح برجسته مصری.